# Проспект Князя Ярослава Мудрого
Проспект Князя Ярослава Мудрого (до 2024 — Академіка Глушка) — один із проспектів Одеси, розташований у Київському районі. Названий на честь київського князя Ярослава Мудрого. Бере початок від вулиці Довгої та закінчується проспектом Небесної Сотні. Прилучаються вулиці Таїровська, Молодіжна, Новоселів, Сім'ї Глодан, 12-та Лінія, Академіка Корольова, Довга, Люстдорфська дорога та проспект Небесної Сотні.

## Назва
Проспект Князя Ярослава Мудрого до 2024 року мав іншу назву — проспект Академіка Глушка, названий на честь радянського науковця Валентина Глушка. Відповідно до Закону України «Про засудження та заборону пропаганди російської імперської політики в Україні і деколонізацію топонімії», було ухвалене рішення про перейменування цього проспекту на честь князя Ярослава Мудрого.

## Медичні заклади
- 32-й центр стоматології — проспект Князя Ярослава Мудрого, 1
- Ексвет. Терапія, ветеринарна клініка — проспект Князя Ярослава Мудрого, 19А
- 6-та дитяча поліклініка — проспект Князя Ярослава Мудрого, 32А[2]

## Культурні заклади
- Кінотеатр «Золотий Дюк» — проспект Князя Ярослава Мудрого, 11Ж

## Транспорт
Уздовж проспекту Князя Ярослава Мудрого зупиняється наступний громадський транспорт:
- Тролейбуси: 12
- Трамваї: 7, 26
- Автобуси: 25, 78Т, 220
- Маршрутні таксі: 18, 149, 150, 191, 220А

## Пам'ятки
На території проспекту розташований пам'ятник Валентину Глушку, що складається з бронзового бюста та гранітного постаменту.

## Галерея

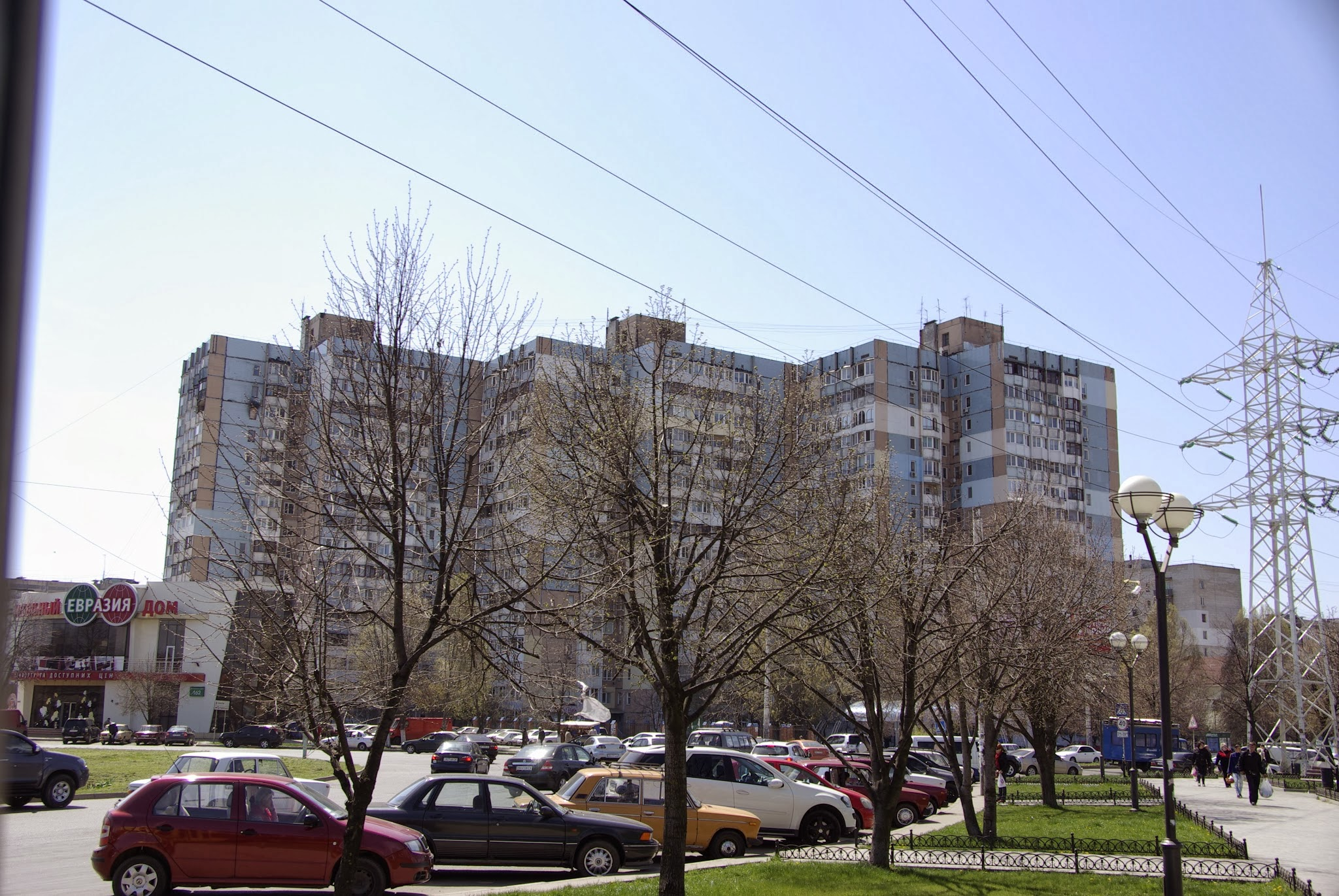
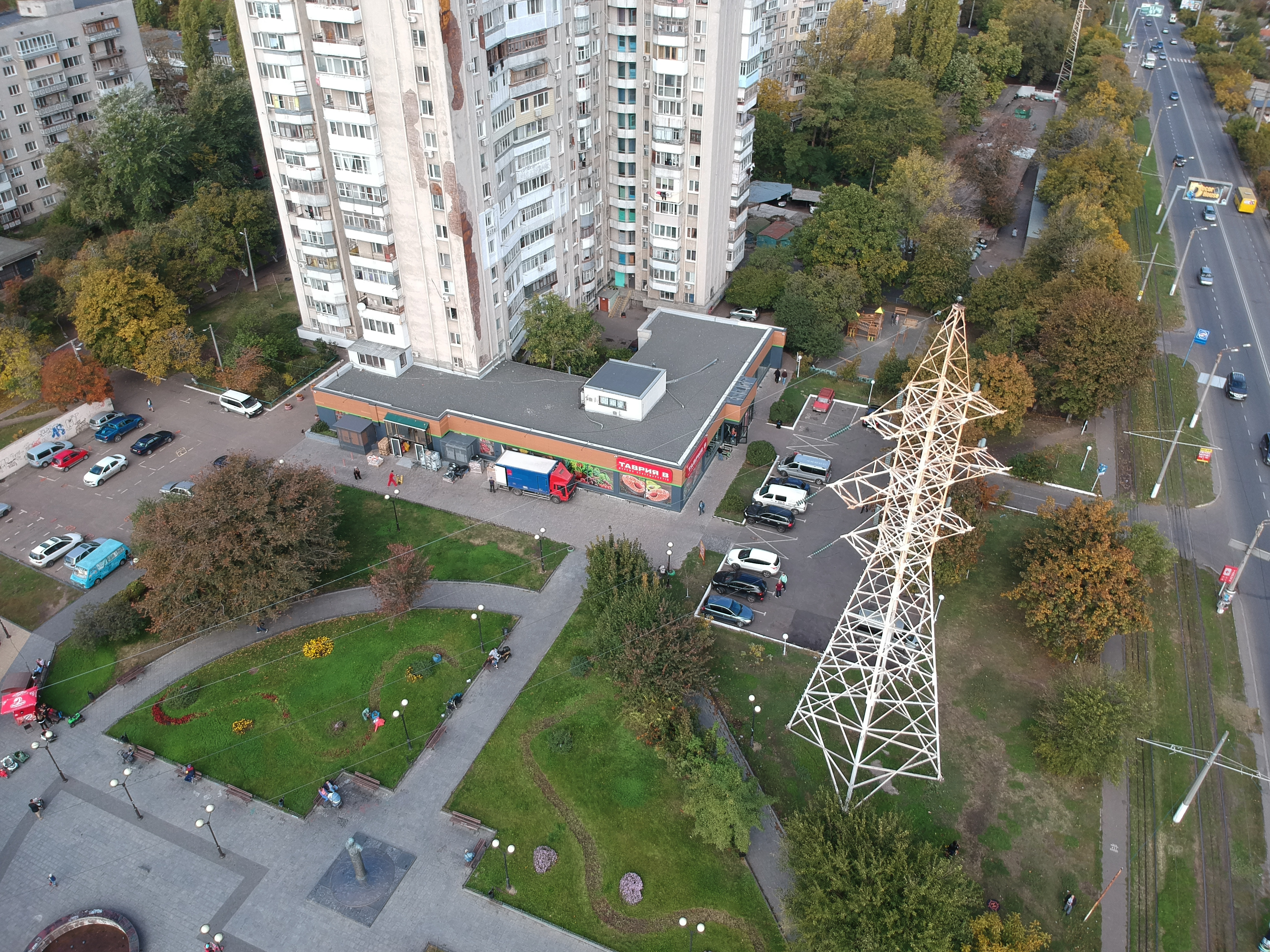
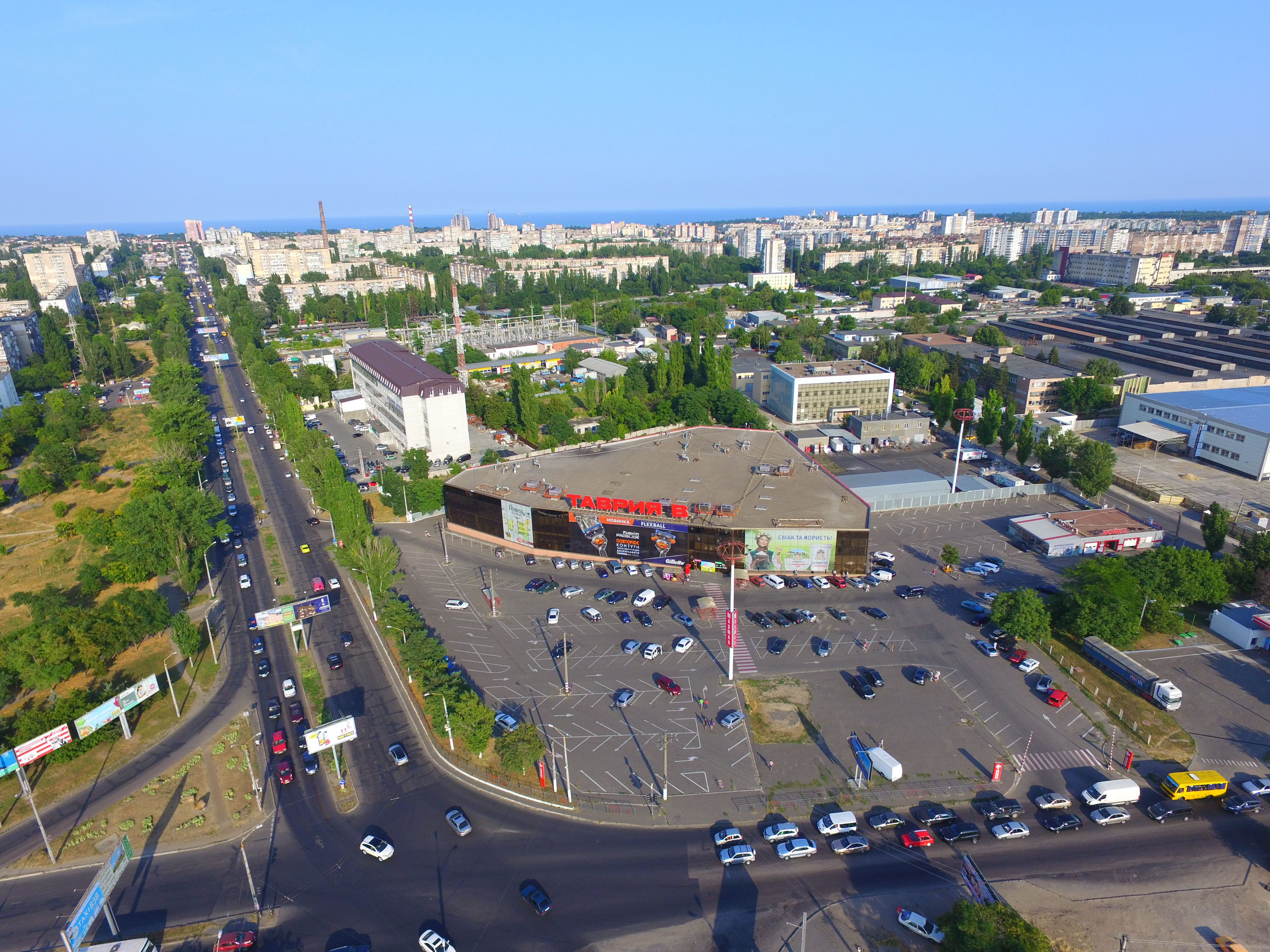
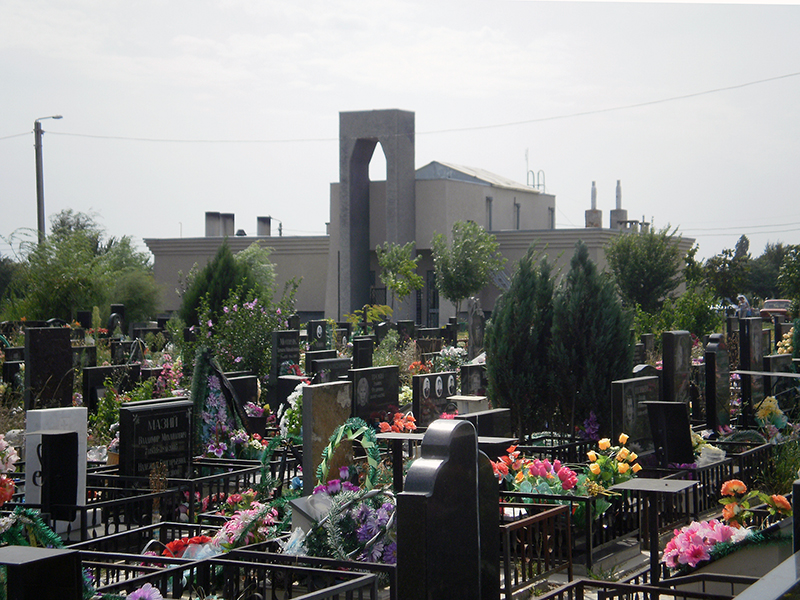